# Anna Michalak-Pawłowska
Anna Michalak-Pawłowska (* 1962 ve Varšavě) je polská fotografka, kulturní animátorka, divadelní expertka a akademická pedagožka.

## Životopis
Narodila se v roce 1962 ve Varšavě. Od roku 1975 tančila a zpívala v kapele "Gawęda", se kterou cestovala do zahraničí. Navštěvovala chemickou průmyslovou školu v Saska Kępa. Od počátku stanného práva fotografovala opoziční a umělecké kruhy, dokumentovala setkání, výstavy a protesty, dokumentovala také pouť Jana Pavla II. do Polska v roce 1983 a pohřeb Jerzyho Popiełuszka. Dne 3. května 1984 byla během jedné z opozičních demonstrací zadržena a zbita. Díky soudci protahujícímu proces jí byla udělena amnestie ještě před vyhlášením rozsudku. V 80. letech 20. století působila v Paláci mládeže jako instruktorka fotografie (1984–1985), poté nastoupila do Varšavské kanceláře uměleckých akcí (1984–1986). Fotograficky dokumentovala vystoupení v Divadle Powszechnym a Divadla Lektur, akce během Jazz Jamboree a filmové kulisy takových filmů jako Den čtvrtý v režii Ludmiły Niedbalské. Její fotografie se objevily ve Sztandar Młodych , Na Przełaj , Expres Wieczorny a Przegląd Katolicki. V roce 1987 se provdala za fotografa Artura Pawłowského a poté také ukončila svou fotografickou kariéru. V roce 2021 byla její tvorba představena na výstavě Jedyne. Nieopowiedziane historie polskich fotografek v Domě historie a popsané ve stejnojmenné knize Moniky Szewczyk-Wittekové .
V roce 1985 založila ve Varšavě amatérské Hudební divadlo Pantera, které patnáct let vystupovalo na scénách profesionálních divadel, komunitních center a dalších, o tři roky později začala realizovat mezinárodní projekty jako Artistic Summer. V roce 1993 absolvovala Fakultu divadelních studií Divadelní akademie ve Varšavě a v roce 2002 Fakultu kulturního managementu Jagellonské univerzity. Založila Středisko uměleckých aktivit "Dorożkarnia", jehož se stala ředitelkou, nadaci "Výchova v kultuře" a Střední sociální školu. Byla členkou dozorčí rady Nadace "Krzyżowa" a v letech 2006–2015 působila jako expertka v dotačních programech Ministerstva kultury a národního dědictví, Divadelního ústavu, Národního centra kultury a Národního památkového ústavu hlavního města Varšavy. V letech 2013–2020 zastávala funkci zmocněnkyně primátora hlavního města Varšavy pro kulturní výchovu. Byla oceněna cenou Nadace pro rozvoj místního vzdělávání za kulturní iniciativy (2015) a cenou Přítel varšavské rady mládeže.
Je předsedkyní Asociace kulturních animátorů Forum Kraków, přednáší na Divadelní akademii ve Varšavě, je členkou asociací Evropská síť kulturních center a Forum Kultury Mazowsze. Řídí rodinné divadlo v Kanie Helenowskie.

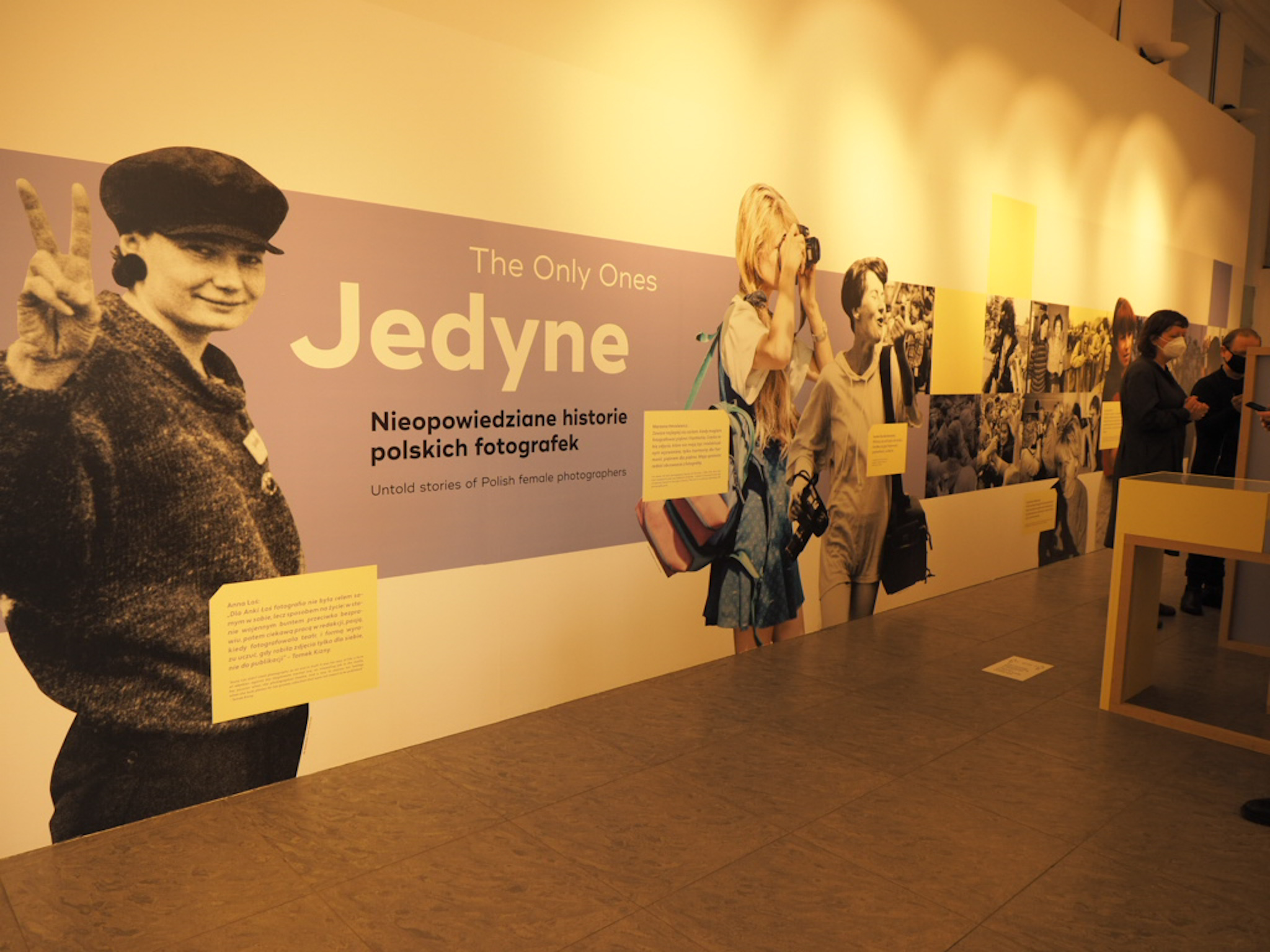
Výstava Jedyne. Nieopowiedziane historie polskich fotografek, Dom Spotkań z Historią, 2021

Na přelomu let 2021 a 2022 uspořádal Dom Spotkań z Historią ve Varšavě výstavu Jedyne. Nieopowiedziane historie polskich fotografek (Unikátní. Nevyprávěné příběhy polských fotografek), která doprovázela stejnojmennou knihu. Výstavu tvořilo téměř 150 fotografií třinácti polských fotografek, které v 70. až 90. letech 20. století byly často jedinými ženami v mužských týmech nebo pracovaly samostatně. Autorky se zabývaly různými druhy fotografie. Pracovaly také jako fotoeditorky nebo byly vedoucími fotografických oddělení v redakcích novin. Publikovaly v uznávaných polských i zahraničních tiskových titulech, prezentovaly fotografie v albech a na výstavách a pro mnohé z nich byla fotografie životním stylem. Byly to například: Anna Beata Bohdziewiczová, Iwona Burdzanowska, Joanna Helanderová, Marzena Hmielewiczová, Anna Michalak-Pawłowska, Anna Musiałówna, Anna Pietuszko-Wdowińska, Maja Sokołowska nebo Anna Łośová.